# Africa Bottling Company Lda
Africa Bottling Company Lda (auch ABC Nova Cicer) ist ein Getränkehersteller in Bissau. Ihre Brauerei war lange die einzige in Guinea-Bissau, bis zur Eröffnung der Djumbai-Brauerei 2015.

## Geschichte
Gleich nach der einseitig ausgerufenen Unabhängigkeit der portugiesischen Kolonie Guinea-Bissau gründeten portugiesische Investoren und Unternehmer um António Cardoso e Cunha im Jahr 1973 die CICER – Companhia Industrial de Cervejas e Refrigerantes („Industrieunternehmen für Bier und Erfrischungsgetränke“) in der Hauptstadt Bissau. Die CICER nahm 1974 ihren vollen Betrieb auf und war die einzige Brauerei im Land und stellte zudem Mineralwasser und Erfrischungsgetränke her.
Im Verlauf der Konsolidierung der Unabhängigkeit Guinea-Bissaus nach der Nelkenrevolution in Portugal 1974 wurde die CICER verstaatlicht und kam 1977 in Besitz lokaler Betreiber, bevor sie 1996 vollständig privatisiert wurde.
1998 musste sie ihren Betrieb etwa 2 Jahre einstellen, nach Ausbruch des Bürgerkriegs in Guinea-Bissau.
Im Jahr 2001 entschloss sich der Betreiber, das Land zu verlassen, und stellte den Betrieb ein. Die Produktion wurde danach nur sporadisch und unter wechselnder und unterfinanzierter Führung fortgeführt. Im Jahr 2006 wurde die Fabrik an das marokkanische Unternehmen Africa Bottling Co. für 2 Mio. US-Dollar verkauft, das zu dem Schritt sowohl durch den guineabissauischen Handels-, Industrie- und Handwerksminister Pascoal Baticã als auch den marokkanischen König Mohammed VI. ermutigt wurde. 2010 ging Pampa in den vollständigen Besitz der marokkanischen ABC Holding, Besitzerin der Africa Bottling Co., über.
2011 wiedereröffnet, stellt das Unternehmen dort neben Bier auch Mineralwasser, Limonaden, Milchgetränke und Joghurt her.

## Produkte

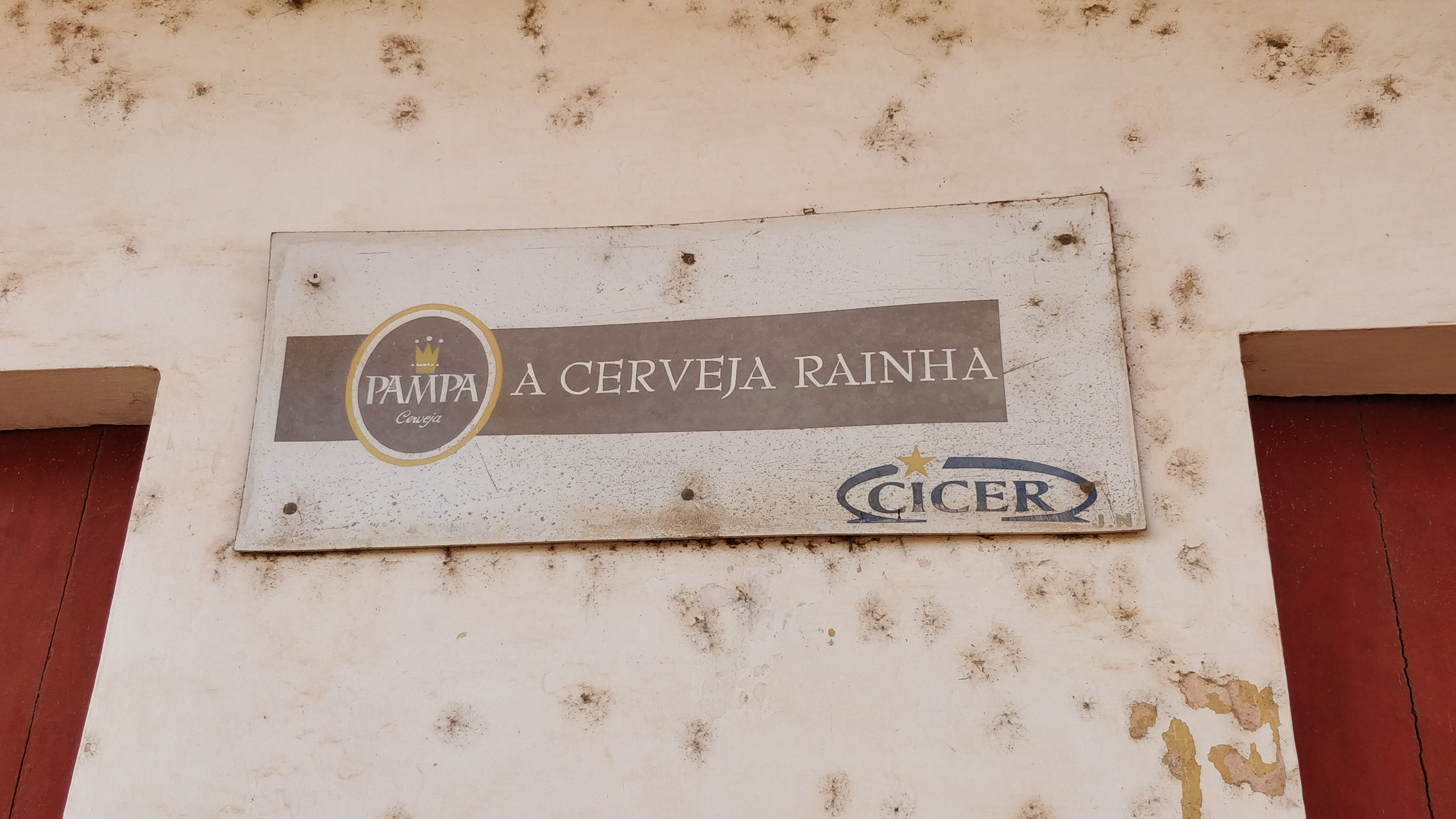
Schild mit Cerveja Pampa-Werbung in Bafatá: Cerveja Pampa, a Cerveja Rainha (zu Deutsch: "Pampa-Bier, die Bierkönigin)"

- Bier: Pampa, ein helles Lagerbier mit 5,1 % Alkoholgehalt[5]
- Mineralwasser
- Erfrischungsgetränke
- Milch und Milchgetränke
- Joghurt